# Gunnar D. Kumlien
Gunnar Dominicus Kumlien, folkbokförd Gunnar Kumlien, född den 25 juli 1911 i Ängelholm, död 15 november 2001 i Italien, var en svensk redaktör. 
Kumlien blev licencié-ès-lettres vid Sorbonne 1934. Han var korrespondent i Rom för Sveriges radio och gjorde reportage från Balkan, Spanien, Främre Orienten, USA, Sovjetunionen och Nordafrika.